# Бетмен: Рік перший
«Бетмен: Рік перший» (англ. «Batman: Year One») — культова трилерно-нуарна сюжетна арка коміксів про походження та перший рік пригод Бетмена, написана Френком Міллером і проілюстрована Девідом Маццуккеллі й розфарбована Ричмонд Льюїс. Опублікована видавництвом DC Comics у лютому–травні 1987 року у серії «Batman». Складається із чотирьох випусків (#404–407). Це один з багатьох післякризових перезапусків, які створюють нову історію DC Universe після «Криза на нескінченних землях». Цей комікс вважається першою канонічною історією Бетмена у послідовності Нової Землі (англ. New Earth).
Існує в кількох виданнях: у палітурці, у паперовій обкладинці (у стандартній редакції зі спрощеними кольорами та в делюкс-версії з детальним зображенням забарвлення), а також у складі видання у палітурці «The Complete Frank Miller Batman».
У 2011 році вийшов однойменний анімаційний фільм, оснований на сюжеті коміксу.
Рівно через 30 років після закінчення публікації оригінальної арки, 10 травня 2017 року, видавництво «Рідна мова» видало українську версію збірки.

## Історія

### Передмова
Бетмен (Брюс Вейн) — герой американських коміксів, видавництва DC Comics, дебютував у розповіді «The Case of the Chemical Syndicate» (укр. "Справа хімічного синдикату"), яка була опублікована у Detective Comics #27 (травень 1939). Його створили сценарист Білл Фінґер та художник Боб Кейн, на фоні успіху іншого супергероя DC — Супермена. Їх надихали персонажі з історій Pulp-журналів, такі як Тінь. Історія походження Бетмена була представлена на двох сторінках 12-панельної історії Фінґера та Кейна з Detective Comics #33 (листопад 1939). За сюжетом, молодий Брюс стає свідком смерті своїх батьків Томаса і Марти від рук грабіжника. Брюс клянеться помститися, борючись зі злочинністю; він приймає образ Бетмена після того, як одного разу вночі через його вікно пролітає кажан. Для цієї історії Фінґер підійняв елементи з розповідей, опублікованих в Popular Detective та The Phantom, в той час як Кейн простежив арти Тарзана та Junior G-Men.
У наступні роки велика частина хронології DC стала заплутаною й суперечливою. Приклади цього наявні у походженні Бетмена: в історії 1948 року Фінґер дав грабіжникові ім'я (Джо Чілл), а в 1956 році написав, що вбивця батьків Брюса був людиною з натовпу. Фінґер також припустив, що образ Бетмена був натхненний костюмом кажана, який Томас носив на балі-маскараді. Інші історії зображували Брюса, який подорожує в усьому світі, щоб дізнатися навички, які йому знадобляться в якості Бетмена. У спробі вирішити помилки хронології, подібні цим, у всесвіті DC, Марв Вульфман і Джордж Перез випустили 12-випускну обмежену серію «Криза на нескінченних землях» у 1985—1986 роках. Плани Вульфмана для всесвіту DC після Кризи на нескінченних землях включали перезапуск кожної серії DC з новим першим випуском.
Під час створення Кризи на нескінченних землях, Френк Міллер став автором коміксів Marvel Comics, а саме серії «Шибайголова». Міллер спочатку був пенцілером тієї серії, але редактор Денніс О'Ніл незабаром назначив його сценаристом серії. Продаж випусків різко зріс після того, як Міллер почав писати серію. Над однією критично визнаною історією Шибайголови Міллер співпрацював із художником Девідом Маццуккеллі. Міллер також почав працювати у DC і випустив культову обмежену серію з чотирьох випусків «Повернення Темного лицаря» (1986). Відтоді О'Ніл також почав працювати у DC Comics.

### Розробка

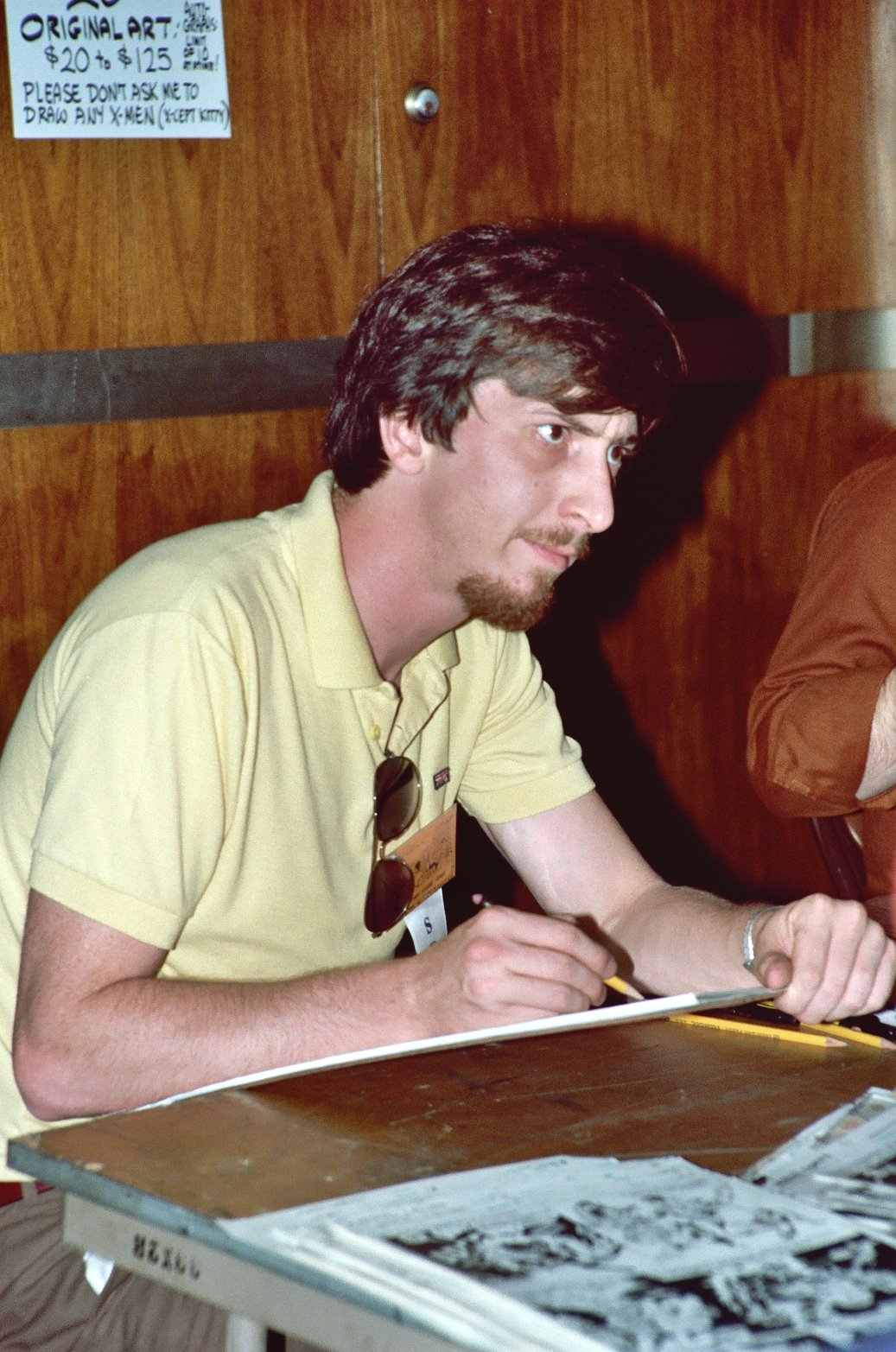
Френк Міллер, сценарист «Року першого», на San Diego Comic-Con 1982, за п'ять років до публікації «Року першого», та чотири до «Повернення Темного лицаря».

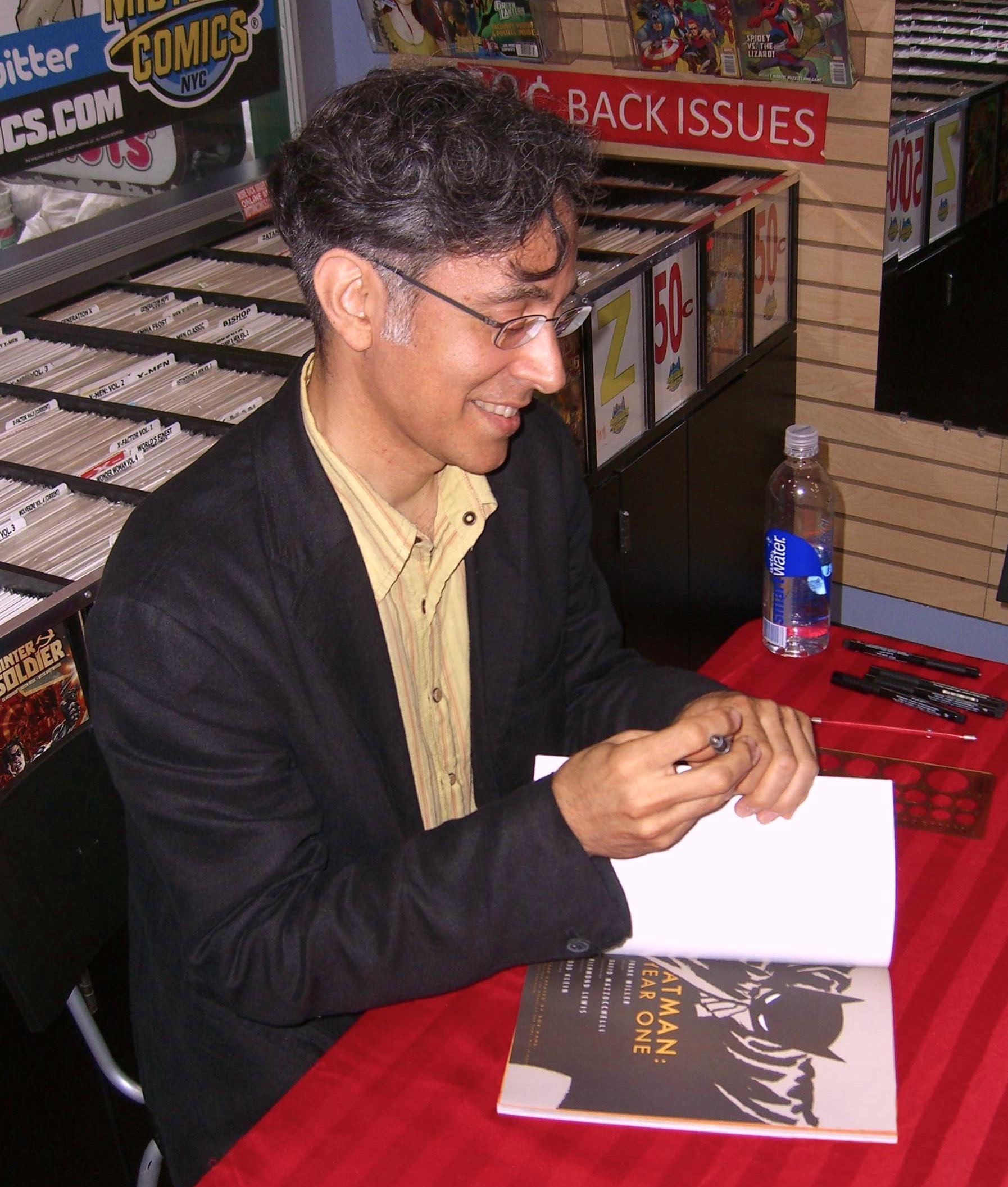
Девід Маццуккеллі, художник «Року першого», автографує примірник колекційної збірки у 2012 році, через 25 років після першої публікації, у синґлах.

Контракт, підписаний Міллером для виробництва «Повернення Темного лицаря», також вимагав від нього написати оновлену історію походження Бетмена. У той час як Міллер займався написанням і оформленням «Повернення Темного лицаря», він запросто написав «Рік перший», а Маццуккеллі приєднався як художник. У минулому Міллер був завалений необхідністю виконувати як сценарні, так й ілюстративні обов'язки Тодд Клейн був леттерером історії, тоді як дружина Маццуккеллі, Ричмонд Льюїс займалась розфарбовуванням. О'Ніл редагував випуски. За словами О'Ніла, контракт Міллера й Маццуккеллі, підписаний на виробництво «Року першого» у тривалій серії «Batman», гарантував публікацію протягом 6 місяців.
«Рік перший» спочатку замислювався як графічний роман. О'Ніл, якого попросили відредагувати кілька випусків серії «Бетмен», дружив з Міллером і зміг дізнатися у нього про цю історію. Розмірковуючи про погані продажі головної серії Бетмена, О'Ніл одного разу зустрівся з Міллером під час прогулянки у Лос-Анджелесі та переконав його й Маццуккеллі у серіалізації історії в основну тривалу серію Бетмена. Міллер спочатку не хотів цього; він відчував, що це буде важко для нього, тому що він мав турбуватися, щоб ця історія залишалась канонічною для всесвіту DC, про що йому не потрібно було перейматися при написанні «Повернення Темного лицаря». Крім того, тоді б класичний стиль сценарію Міллера потрібно було би замінити через відносно невелику кількість сторінок синґлів тривалої серії. О'Ніл розмірковував, що Криза на нескінченних землях повністю переробить всесвіт DC, тому Міллер матиме ту ж творчу свободу, яку надав йому досвід на коміксів «Повернення Темного лицаря». Він також запевнив Міллера, що він і Маццуккеллі «нічого не втратять», серіалізуючи історію.
Міллер сказав, що він зберіг основну історію Кейна і Фінґера для «Року першого», але розширив її. При написанні цієї історії Міллер шукав частини походження Бетмена, які раніше ніколи не досліджувалися. Він залишив основні елементи, такі як вбивство батьків Брюса, недоторканими, але скоротив їх до коротких спогадів. Міллер проігнорував світові пригоди Брюса, оскільки він вважав їх нецікавими. Замість того, щоб зображати Бетмена як щось більше за живу людину чи істоту, щось на рівні ікони, як у нього було у коміксів «Повернення Темного лицаря», Міллер вирішив схарактеризувати Бетмена «Року першого» як середньостатистичну, недосвідчену людину, що намагається змінити суспільство, тому що Міллер вважав, що супергерой менш цікавий, коли він дуже могутній та ефективний. Приклади цього включають: недооцінку Бетменом його супротивників, переслідування та постріли від поліції, і кумедний факт, що його костюм занадто великий для нього. Жорстокість історії була збережена на вуличному рівні та його бруді, підкреслюючи нуар і реалізм.
В ілюстрації, Маццуккеллі прагнув зробити «Рік перший» брудним, темним і приглушеним. Його інтерпретація Ґотем-сіті була розроблена, щоб символізувати корупцію, показуючи каламутні кольори, які створювали враження, що місто було брудним і потребувало героя. Газетний папір, який використовується у серії синґів «Batman», не зміг відтворити яскраве забарвлення та візуальні ефекти «Повернення Темного лицаря», тому Маццуккеллі взявся за «Рік перший» з приземленішим та темнішим підходом.

### Публікація
Згідно з планами Вульфмана, О'Ніл спочатку уявляв «Рік перший» як початок другого тому серії «Batman» й очікував, що перша частина буде першим випуском нової серії. Однак Міллер відмовився від цієї ідеї. Він пояснив: «Мені не потрібно різати послідовність таким гострим лезом. Робота з Темним лицарем показала мені, що там було достатньо хорошого матеріалу… Я не відчував, що конкретизація невідомої частини історії Бетмена виправдовує знищення 50 років [пригод].» Таким чином, чотири випуски сюжету «Рік перший» не мають спадкоємності з минулими випусками серії «Batman».
| Оригінальна назва                          | Українська назва                         | Випуск      | Дата випуску  | Український випуск                                                                 |
| ------------------------------------------ | ---------------------------------------- | ----------- | ------------- | ---------------------------------------------------------------------------------- |
| «Chapter One: Who I Am — How I Come to Be» | «Розділ перший: Хто я і як я таким став» | Batman #404 | лютий 1987    | 10 травня 2017 Рівно через 30 років після закінчення публікації оригінальної арки. |
| «Chapter Two: War is Declared»             | «Розділ другий: Війну оголошено»         | Batman #405 | березень 1987 | 10 травня 2017 Рівно через 30 років після закінчення публікації оригінальної арки. |
| «Chapter Three: Black Dawn»                | «Розділ третій: Чорний світанок»         | Batman #406 | квітень 1987  | 10 травня 2017 Рівно через 30 років після закінчення публікації оригінальної арки. |
| «Chapter Four: Friend in Need»             | «Розділ четвертий: Друг у біді»          | Batman #407 | травень 1987  | 10 травня 2017 Рівно через 30 років після закінчення публікації оригінальної арки. |

### Колекційні видання
У 1989 році вийшов один з перших збірників «Року першого» у складі колекції Frank Miller Batman, виданої видавництвом Longmeadow Press. Спеціальний збірник «Batman: Year One» було видано в жовтні 1997 року в м'якій обкладинці (ISBN 0-930289-33-1). Це 96 сторінок, які містять чотири випуски «Року першого».
У квітні 2005 року DC випустило «Deluxe Edition» з палітуркою коміксу «Batman: Year One» (ISBN 1401206905), під випуск фільму «Бетмен: Початок». Цей випуск містить передмову Міллера і Маццуккеллі, оригінальні олівцеві роботи, рекламні та раніше неопубліковані малюнки, зразки кольорів Льюїс і деякі сторінки оригінального сценарію, загалом — 144 сторінки. Це видання було перевидано у вигляді 136-сторінкової книги у м'якій обкладинці у січні 2007 року з передмовою О'Ніла (ISBN 1401207529). Нові версії були видані у 2012 і 2017 роках (ISBN 1401272940).
Щоб відсвяткувати 75-річчя Бетмена у листопаді 2014 року, DC випустило «Year One» у рамках своєї серії коміксів DC Comics Essentials. 2015 року вийшов спеціальний пакет-набір, який містив комікс та його екранізацію (ISBN 1401260047).
У листопаді 2016 року DC випустило 288-сторінковий DC Comics Absolute Edition of Batman: Year One. Він поставляється у чохлі з двома книгами у палітурці: перша, яка містить передруковану та перемальовану версію історії, з новим кольором; і друга, яка містить оригінальну, немодифіковану історію з 1987 року. Обидві книги містять понад 60 сторінок бонусних матеріалів, включаючи повні сценарії Міллера.

### Колір
Історія «Бетмен: Рік перший» була спочатку опублікована на сторінках серії «Batman» у випусках #404-407 (лютий-травень 1987 року). Оригінальна версія кольору (яка з'явилась у синґл-випусках) була пізніше перефарбована для колекційних видань.
У 2005 році DC Comics опублікувало нове видання «Batman: Year One» як в м'якій обкладинці, так і у палітурці. Вони мали нові перефарбовані кольори і містили багато відновлених оригінальних начерків, сторінок сценарію, рекламних малюнків і раніше неопублікований малюнок Бетмена від Девіда Маццуккеллі.
У 2012 році DC Comics опублікувало ще одне колекційне видання «Batman: Year One». Це видання отримало дещо негативну критику від оригінального художника Девіда Маццуккеллі.
На той час єдиним способом насолодитися оригінальним кольором історії було отримати оригінальні випуски (Batman #404-407).
Врешті-решт, у 2016 році DC Comics опублікувало абсолютне видання «Batman: Year One», що містить дві книги: одну — в оригінальних кольорах і другу — перефарбовану.
- Перший том містить перефарбовану версію історії з попередніх збірок;[16]
- Другий том містить оригінальну версію історії 1987 року, якою вона була у Batman #404-407. Сторінки були відтворені зі сканів, зроблених Девідом Маццуккеллі і Ричмонд Льюїс зі сторінок наявних надрукованих видань синґлів, які збереглись на складі. Це видання імітує зовнішній вигляд оригінальних коміксів[16].

## Персонажі, локації та інше
| Протагоністи: - Брюс Вейн (Бетмен) - Джеймс Ґордон Антагоністи: - Арнольд Фласс - Джилліан Б. Лоеб - Кармайн Фальконе - Стен Сутенер - Джефферсон Сківерс - Альберт Блюм | Другорядні персонажі: - Сара Ессен - Барбара Ейлін Ґордон - Гарві Дент - Селіна Кайл (Жінка-кішка) - Альфред Пенніворт - Голлі Робінсон Персонажі зі спогадів: - Марта Вейн - Томас Вейн - Джо Чілл | Міста: - Ґотем-сіті - Міжнародний Аеропорт Ґотем-сіті - Департамент поліції Ґотем-сіті - Маєток Вейнів - Бей Рідж - Шютс - Іст-Енд - Окружна прокуратура - Маєток Фальконе - Парк Робінсона - Швейцарія | Предмети: - Бетаранґи - Пояс - Духова трубка - Відмичка - Термітно-вибухові речовини - Прилад ультразвукового сигналу - Кігті Жінки-кішки Транспорт: - Кажано-планер |

## Сюжет

### Розділ перший:Хто я і як я таким став
- Назва розділу «Хто я і як я таким став» — своєрідна данина шани першому сольному випуску про Бетмена. У червні 1940 року Бетмен перейшов зі сторінок «Detective Comics» у власну серію «Batman». Перша історія називалася «Хто він, і як він таким став», і розповідала про вбивство батьків Брюса Вейна та те, як Брюс обрав для себе образ кажана. Кілька сцен цього випуску також посилаються на цю стару історію.

Мільйонер Брюс Вейн повертається в Ґотем-сіті. 12 років він провів за кордоном, готуючи себе до боротьби зі злочинністю, якій обіцяв присвятити життя, після того як у дитинстві став свідком вбивства своїх батьків. Тоді ж до Департаменту поліції Ґотем-сіті на службу приходить лейтенант Джеймс Ґордон. Непідкупний Ґордон швидко налаштовує проти себе корумпованих колег, серед яких його напарник детектив Арнольд Фласс і комісар Джилліан Лоеб.
Замаскований Брюс Вейн під час нічної розвідувальної місії в Іст-Енді зустрічає малолітню повію Голлі Робінсон. Вступивши в бійку з її сутенером, він зазнає нападу кількох повій, серед яких Селіна Кайл. Брюса затримують двоє офіцерів поліції, але, попри серйозні поранення, йому вдається втекти. Повернувшись до маєтку Вейнів, він сідає в крісло перед бюстом батька і розмірковує про неефективність своїх методів боротьби зі злочинцями. Розбивши скло, в кімнату влітає кажан і сідає на статую. У ній Брюс знаходить джерело натхнення і вирішує створити образ, здатний вселяти страх у його ворогів.
- Сцени флешбеку відбуваються разом зі сценами, показаними у випуску Batman: Legends of the Dark Knight[en] #1.
- В оповіданні Брюс Вейн згадує кілька пам'яток Ґотем-сіті, а саме парк Робінсона, меморіал Фінґера і місію Спранґ. Ці місця названо на честь творців Джеррі Робінсона, Білла Фінґера і Діка Спранґа.

### Розділ другий:Війну оголошено
4 квітня лейтенант Ґордон вирушає на виклик через взяття заручника. Успішно звільнивши його, він тренується в тирі, розмірковуючи над тим, як він ненавидить зброю і свою роботу. 9 квітня Джима викликають у відділення поліції на нараду, присвячену появі борця зі злочинністю в масці — Бетмена. Тим часом Бетмен зупиняє зграю злодіїв, розмірковуючи, що костюм працює — але його методика все ще не досконала.
15 травня, чергові збори в поліційній дільниці, присвячені проблемі Бетмена. 19 травня Бетмен вривається на званий вечір Ґотемської злочинності, і заявляє, що їх неподільна влада над містом добігає кінця. Наступного дня комісар Лоеб вичитує Ґордона за відсутність успіхів у справі Бетмена. 2 червня проводиться чергова спроба зловити Бетмена, влаштувавши засідку — розігравши пограбування. 5 червня Бетмен зв'язує Кармайна Фальконе і скидає його Роллс-Ройс в річку. Наступного дня Джим Ґордон приходить до Гарві Дента, і заявляє, що він у списку підозрюваних на роль Бетмена. По дорозі назад в дільницю Ґордон з помічницею стикаються з Бетменом. Поліція заганяє Бетмена в порожню будівлю неподалік, поранивши його в ногу. Бетмен намагається вийти на дах, однак вертоліт за наказом комісара Лоеба скидає бомбу на будівлю.
- У коміксі є посилання на Лікарню Аркем[en].
- Джефферсон Сківерс має камео-появу у сценах-спогадах. Наступна його поява була у Batman #407.

### Розділ третій:Чорний світанок
Бетмен падає зі зруйнованих сходів. Вогонь запалює терміт в його поясі, і він відкидає його геть, благо у нього все ще є пара пристроїв у плащі, рукавичках і чоботах. Тим часом Селіна Кайл, що жила неподалік, прокидається і бачить Голлі біля вікна, що спостерігає за вибухом. Поліційний спецзагін готується до штурму будівлі, частково обваленого після вибуху. Вони знаходять люк від підвалу з відкритим замком, в якому, ймовірно, зник Бетмен. Однак це виявляється пасткою, Бетмен вискакує з димоходу і закриває частину спецзагону, а частину знешкоджує на місці. Виявилося також, що крім Бетмена уцілів лише сіамський кіт. Сховавшись під залишками сходів разом із котом, він перев'язує свої рани, плануючи втечу.
Коли спецзагін вривається, кіт вискакує з тіні, відволікаючи на себе частину уваги. Тим часом Бетмен вмикає у себе в чоботі ультразвуковий пристрій, який кличе всіх кажанів з його печери до будівлі. Однак йому потрібен час. Разом з котом вони біжать під градом куль. Викидаючи кота у вікно, Бетмен отримує ще одне поранення — в руку. Кіт, між тим, прибігає до Селіни, яка разом з Голлі стоїть в натовпі роззяв. Прилітають кажани, під покровом яких йому вдається нарешті втекти.
Чотири дні потому лейтенант Ґордон разом зі своєю помічницею обговорюють подію і той факт, що Брюс Вейн підходить на роль Бетмена, але у нього алібі, і він взагалі за кордоном. Лейтенант розуміє, що починає щось відчувати до своєї помічниці й намагається з цим боротися. А тим часом Брюс катається на лижах по схилу гори, розмірковуючи про те, що йому потрібна допомога. Йому потрібно переманити Ґордона на свою сторону. 19 червня Селіна разом з Голлі залишає бордель. Джим Ґордон цілується зі своєю помічницею. 7 серпня Селіна вперше одягає костюм Жінки-кішки. Ґордон сидить на краю ліжка, де спить його дружина, і розмірковує про життя, свої вчинки, Бетмена і про тяжкість пістолета в його руках.

### Розділ четвертий:Друг у біді
Настав вересень. Роман лейтенанта Ґордона з його помічницею Сарою в розпалі. Тим часом поліція затримала Джефферсона Сківерса, відомого наркоторговця, але за рішенням судді його відпускають під заставу. Проте до нього добирається Бетмен, і погрожуючи йому тортурами, змушує викласти компромат на сержанта Фласса. Комісар, незадоволений цим, шантажує Ґордона фотографіями із Сарою, кажучи, що покаже ці фотографії його дружині, якщо він не замне справу Фласса.
25 вересня Ґордон з дружиною Барбарою приїжджають в маєток Вейнів, щоб остаточно перевірити, чи є той Бетменом. Брюс розігрує роль плейбоя, сидячи в халаті з дівчиною, розпиваючи шампанське вранці. І в нього залізне алібі на кожен з випадків появи Бетмена. Однак дружина Ґордона говорить, що хто б не носив маску Бетмена, він повинен вельми майстерно зберігати свої секрети. У цей момент Джим вирішує розповісти своїй дружині правду про свою зраду, після чого спокійно починає розслідування проти Фласса. Однак Сківерса отруюють і він потрапляє в лікарню, після чого справа тимчасово відкладається. Дружина Ґордона народжує хлопчика.
Вночі 2-го листопада Бетмен сподівається підслухати розмову Фальконе з його племінником про те, що когось треба змусити замовкнути. Проте раптово втручається Жінка-кішка, вдаривши кігтями Фальконе. Бетмену доводиться втрутитися, щоб її не застрелили. На наступний день Фальконе наказує племіннику викрасти дружину і дитину Ґордона. Проте у справу втручається Брюс Вейн і все завершується добре. Всі врятовані.
Як епілог показують визнання Фласса, який вирішив усіх потягнути за собою (а компромат у нього був). І комісар Лоеб і навіть мер виявилися залучені. Ґордона підвищили до капітана, він почав працювати з Бетменом. Наприкінці Ґордон повідомляє про появу в місті Джокера — фактично, першого і найголовнішого ворога Бетмена.

## Критика
| Агрегатори  | Оцінка       | Пр.    |
| ----------- | ------------ | ------ |
| Goodreads   | 4.21/5 зірок | [ 17 ] |
| Amazon.com  | 4.6/5 зірок  | [ 18 ] |
| Google Play | 4.5/5 зірок  | [ 19 ] |
| Apple Store | 4.6/5 зірок  | [ 20 ] |
| ComiXology  | 5/5 зірок    | [ 21 ] |
| ReadDC.com  | 5/5 зірок    | [ 22 ] |

Видання Los Angeles Times зазначило, що «Рік перший» надає цікаве оновлення походження Бетмена.
Те, що комікс показує Ґотем у темному тоні, також було схвалено. Журналіст Джеймс Лавґров описав Рік перший як «нуарно-народжену» (англ. noir-inflected) розповідь про самосуд та чесність, зосереджену на хорошій людині, що робить правильні речі в брудному світі» й відзначив брутальність сцен із його бійками. Джейсон Серафіно (Complex) написав: «Хоч й ігноруючи багато з фірмових ґаджетів та лиходіїв Бетмена, Міллер все-таки зумів представити Бетмена у знайомому та захопливому виді».
Сайт IGN помістив «Бетмен: Рік перший» на вершину списку з 25 кращих графічних романів про Бетмена, заявивши, що «жодна інша книга ні до, ні після „Року першого“ не показала Ґордона та Бетмена настільки реалістичними, мужніми та людяними». Головний редактор сайту Гіларі Ґолдстейн у своїй рецензії додав: «Це не тільки один з найважливіших коміксів серед будь-коли написаних, але й один з кращих». Ґольдштейн знайшов кожен момент коміксу незабутнім, написавши, що «Міллер не витрачає жодної панелі» у показі брудної та темної історії. Матчетт погодився; він запропонував особливу похвалу за сцени, що зображують зіткнення Бетмена з поліцією, назвавши їх моментом, коли Бетмен почав ставати легендою.
Малюнок Девіда Маццуккеллі був відмічений як «видатний».

## Пов'язані комікси

### Супутні історії
До «Року першого» було написано кілька супутніх історій, які розширюють деталі та надають довідкову інформацію. Історія Селіни Кайл розгорнута у міні-серії про Жінку-кішку від Мінді Н'юелл під назвою «Her Sister's Keeper» (укр. «Її сестринська охорона»). Причини Джима Ґордона виїхати з Чикаго були пояснені у міні-серії Денніса О'Ніла «Gordon of Gotham» (укр. «Ґордон з Ґотему»). Деякі події, що відбуваються між «Роком першим», були розширені у першій сюжетній арці серії «Legends of the Dark Knight» (укр. «Легенди про Темного лицаря») під назвою «Batman: Shaman» (укр. «Бетмен: Шаман»).
- Наступна хронологічна поява Бетмена була у Catwoman #3.
- Наступна хронологічна поява Жінки-кішка була у Detective Comics #569.
- Наступна хронологічна поява Голлі Робінсон була у Catwoman #1.

### Продовження
Після випуску «Року першого», кілька інших історій продовжують його сюжетні теми. 1987 року вийшов комікс «Batman: Year Two» (укр. «Бетмен: Рік другий») авторства Майка В. Барра про Джо Чілла; у 1989 році вийшов комікс «Batman: Year Three» (укр. «Бетмен: Рік третій») авторства Марва Вульфмана з сюжетом про появу першого Робіна (Діка Ґрейсона). «The Man Who Laughs» (укр. «Чоловік, який сміється») Еда Брубекера, продовжує завершення «Року першого», показуючи першу зустріч Бетмена з Джокером. «Довгий Гелловін» (1996—1997) Джефа Леба продовжував багато сюжетів з «Року першого», пояснюючи падіння Кармін Фальконе та підйом костюмованих лиходіїв. Комікс-омаж на Золотий вік Метта Вагнера «Dark Moon Rising» (укр. «Темний місяць, що підіймається») досліджує розрив між «Роком першим» та «Довгим Гелловіном».

### Рік перший
Після успіху «Року першого» вийшли комікси, які продовжують концепцію «перший рік» героїв: «Robin: Year One» (2002), «Batgirl: Year One» (2003), «Nightwing: Year One» (2005); перші два оповідають про перші кроки напарників Бетмена, третій комікс демонструє зміну Діка Ґрейсона з напарника Бетмена (Робін) на самостійного героя Найтвінґ.

## Спадок
- Образ Брюса, який сидить і стікає кров'ю в очікуванні натхнення, повторно використовується в оповіді Elseworld-історій (укр. Іншісвіти), а саму у Batman: In Darkest Knight, проте замість кажана, який залітає у вікно, це був присмертний Зелений ліхтар закликає про допомогу його і дарує перстень.
- Той факт, що Міллер заснував образ Брюса на молодому Ґреґорі Пеку, є збігом з широко обговорюваною містифікацією. 2004 року Марк Міллар написав про невдалу спробу Орсона Веллса адаптувати повнометражний фільм про Бетмена у 1946 році. Цей факт був спростований, на відмінно від того, що Веллс прагнув знятись у ролі Тіні[en] в екранізації, яка так і не відбулась.

## Українське видання
| - Видавництво: Рідна мова - Відповідальна за проєкт: Марія Шагурі - Рік видання: 2017 Переклад - Перекладачка: Олена Оксенич - Редакторка: Світлана Крупчан - Коректорка: Ольга Проскура - Верстальниця: Ольга Байдакова Технічне - Оправа: Палітурка - Формат: 70x103/16; 16,5x25 см. - Папір: Крейдований - Вага: 350 г - Тираж: 2 000 - Сторінки: 152 - ISBN 978-966-917-176-4 | Зміст - Слем Бредлі. Кримінальні байки - Денні О'Ніл. Передмова - Розділ перший: Хто я і як я таким став?, с. 1—23 - Розділ другий: Війну оголошено, с. 25—47 - Розділ третій: Чорний світанок, с. 49—71 - Розділ четвертий: Друг у біді, с. 73—96 - Девід Маццукеллі. Післямова (сторінки сценарію, ескізи обкладинки), с. 97—139 - Френк Міллер. На мене впала тінь… (стаття), с. 140 - Примітки, с. 141—142 |

У травні 2017 року видавництво «Рідна мова» брало участь у Kyiv Comic Con 2017, на якому й дебютували перші комікси «DC Comics» українською мовою, серед яких був «Бетмен: Рік перший». На фестивалі коміксів та популярної культури видавництво мало презентацію, де розповіло про історію випуску перших коміксів DC українською. За перший рік продажів коміксу було розпродано два тиражі.

### Історія
У листопаді 2016 року видавництво «Рідна мова» почало роботу над перекладом та виданням перших коміксів. Тоді видавництво оголосило відкритий конкурс для перекладачів, на який відгукнулося близько 250 людей.
У травні 2017 року, на презентацію на «Kyiv Comic Con 2017» прийшли як самі перекладачі, так і куратор проєкту Марія Шагурі (також співзасновниця фестивалю «Kyiv Comic Con»). Усі з новенькими коміксами в руках — формату трохи більше за А5, ламінована палітурка. Глядачі ж вже могли придбати свої екземпляри прямо на фестивалі. За словами Марії Шагурі, ідея перекласти зарубіжні комікси зародилася під час першого «Kyiv Comic Con» (2015), коли україномовних історій було зовсім мало, а всесвітньо відомих коміксів серед них взагалі не було. На її втілення знадобилося аж 3 роки. Перші комікси до перекладу обрали за 2 критеріями: дві класичні історії («Бетмен: Рік перший» [переклад Олени Оксенич], «Бетмен: Убивчий жарт» [переклад Євгена Музиченка]) та два комікси до виходу фільму («Ліга справедливості: Початок» [переклад Родіона Буреніна], «Загін самогубців: Копняк у зуби» [переклад Яніни Лимар]).

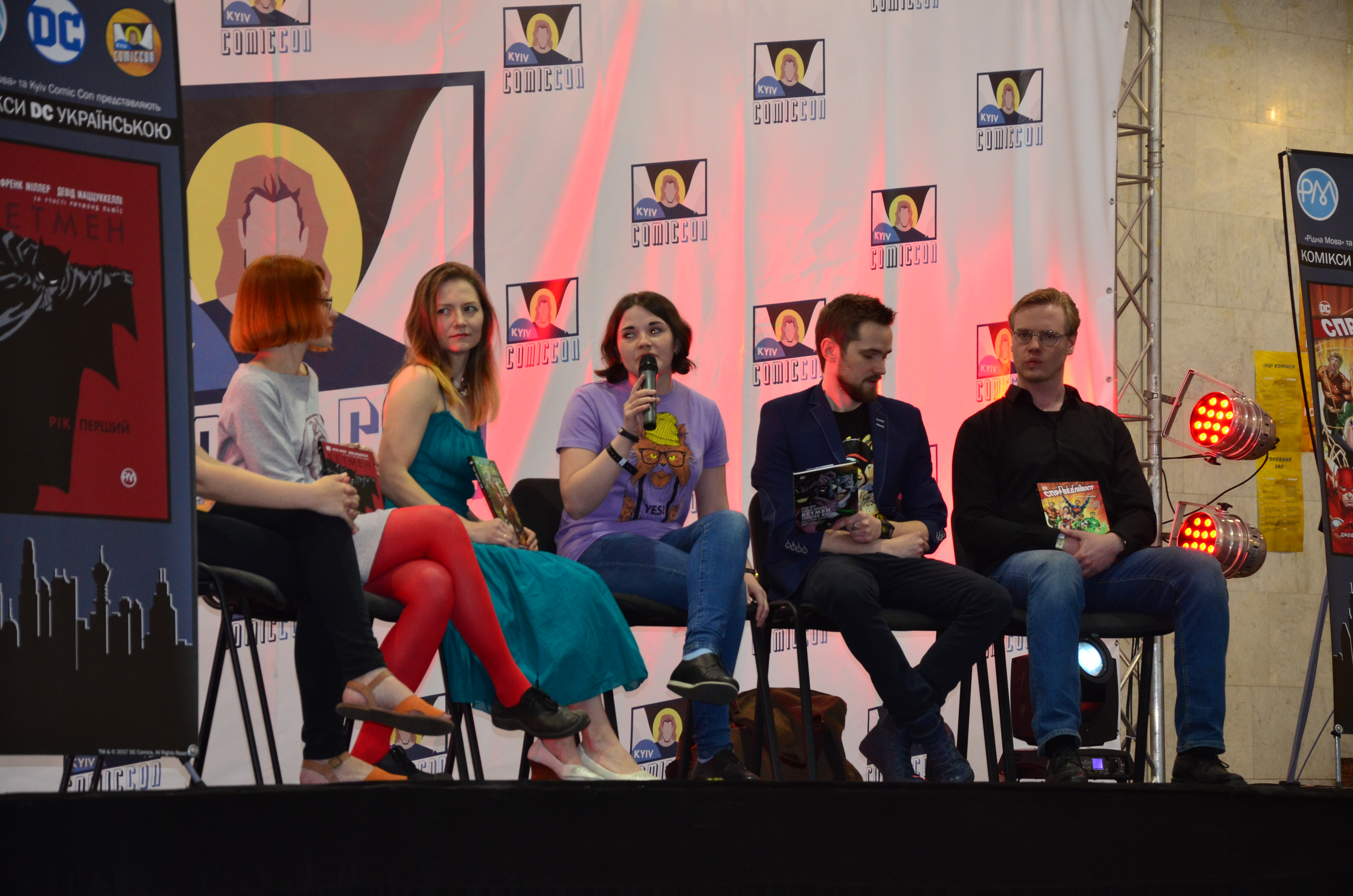
Презентація перших коміксів DC українською на «KCC2017». Зліва на право: Олена Оксенич, Яніна Лимар, Ірина Ніколайчук, Євген Музиченко, Родіон Буренін.

На презентації стало відомо, що всі перекладачі, яких обрали за результатами конкурсу, — професіонали, й видавництво планує залучати їх для роботи над наступними коміксами. За словами Марії Шагурі, під час відбору перекладачів головними критеріями виступили: вміння перекласти фразу точно та стисло й любов до коміксів (останній є досить аморфним і визначався за додатковими примітками та деталями, що їх надавали кандидати).
«Я дуже люблю Бетмена, мріяти не могла, що перекладатиму його як роботу за гроші. Займаюся перекладом близько 10 років, рік — художня література, до цього — фільми та мультфільми. Це справді стало в нагоді. Бо коли ти перекладаєш фільм, то теж маєш коротку фразу запхати у певний проміжок часу. Українська мова має слова довші за англійську, тому доводиться працювати, щоб не втратити стилістику та зміст і щоб фраза відповідала за довжиною. У коміксах ситуація та сама по суті»
— Олена Оксенич
Редакторка додала, що під час перекладу класичних коміксів, що малювалися від руки, сторінки з вигуками доводилося частково перемальовувати, і це задавало додаткового клопоту дизайнеру. За словами Марії Шагурі, в українських перекладах намагатимуться уніфікувати вигуки, назви та власні імена, аби у різних коміксах вони звучали однаково, сприймалися як одна серія.
Перекладачі розвіяли підозри деяких членів спільноти, що назви перекладатимуть надто буквально, а не так, як всі звикли. Як зазначив Євген Музиченко: «Як перекладати імена? Бетмен — „Людина-кажан“? „Кажан“? „Пан-кажан“? Існує мета-контекст, ми звикли, що Бетмен — це Бетмен, ми намагалися слідувати усталеній традиції і нічого не вигадувати, щоб читачу було звично».

## Кіноекранізації

### Бетмен: Маска Фантазму
Творці анімаційного фільму «Бетмен: Маска Фантазму» (1993) Брюс Тімм, Пол Діні і Алан Бернетт ґрунтувалися на деяких аспектах Року першого у роботі над флешбек-сценами:
- Бійка молодого та недосвідченого Брюса Вейна з вуличними бандитами, в якій він виявляє свої слабкі сторони.
- Сцена, в якій Бетмен загнаний у пастку командою SWAT, схожа з епізодом з графічного роману (обстріл покинутого будинку у третьому розділі).

### Телесеріал про Брюса Вейна
У 1999 році підрозділ Warner Bros. Television хотів зняти шоу про підлітка Брюса Вейна за мотивами коміксу Френка Міллера «Бетмен: Рік перший». Проєкт був відкладений, тому що водночас відділ фільмів Warner Bros. хотів перезапустити кінофраншизу про Бетмена. Телевізійний відділ натомість вирішив зробити шоу про Кларка Кента («Таємниці Смолвіля»).

### Скасована екранізація
Після критичної невдачі фільму «Бетмен і Робін» (1997) було здійснено кілька спроб перезавантажити франшизу фільмів про Бетмена з адаптацією «Року першого». Джосс Відон та Джоел Шумахер обидва виступили б зі своїми власними баченнями. 2000 року студія Warner Bros. найняла Даррена Аронофскі для написання сценарію та режисури фільму «Бетмен: Рік перший». Сценарій до фільму повинен був написати Міллер, який тоді закінчив ранній начерк сценарію. Проте, сценарій мав мало моментів адаптації першоджерела, оскільки він зберігав більшість тем та елементів графічного роману, але уникав деякі умови, які насправді були невіддільними для персонажа. Екранізація була скасована студією у 2001 році, після того, як особа, яка стверджувала, що прочитала сценарій Міллера, опублікувала негативний відгук на Ain't It Cool News. 2016 року Міллер заявив, що фільм було скасовано через творчі розбіжності між ним та Аронофскі: "Це був перший раз, коли я працював над проєктом про Бетмена з тим, чий погляд на Бетмена був ще темнішим за мій. Мій Бетмен був занадто приємний для нього. Ми сперечалися з цього приводу, і я казав: «Бетмен цього не зробив би, він ніколи нікого не катував би».

### Кінотрилогія Крістофера Нолана
Сюжет фільму «Бетмен: Початок» (2005) і його сиквела «Темний лицар» (2008) безпосередньо адаптує кілька елементів з графічного роману Міллера:
- Більшість персонажів, таких як комісар Лоеб, детектив Фласс і Кармайн Фальконе, присутні у фільмі «Бетмен: Початок»;
- Сцена з Брюсом Вейном, який повернувся після багаторічних тренувань за кордоном, на борту літака є посиланням до першої сторінки коміксу;
- «Вуличний наряд» Крістіана Бейла імітує одяг, в якому Брюс прогулювався по Нижньому Іст-Енду в першому випуску «Року першого»;
- Ближче до фіналу фільму Бетмен використовує ультразвуковий передавач, на сигнал якого злітаються кажани з печери. Подібна сцена присутня в третьому випуску;
- Завершальна сцена бесіди Бетмена з Ґордоном на даху будівлі поліції відсилає до останніх кадрів графічного роману. І в коміксі, і у фільмі Ґордон повідомляє про прихід нової загрози, якою виявляється Джокер;
- Сцена в «Темному лицарі», в якій Дволикий погрожує зброєю сім'ї Ґордона, має аналог в четвертому випуску «Року першого»: люди Фальконе тримають Барбару Ґордон з сином в заручниках на мосту.

Кінокритик Майкл Додд стверджував, що з кожним новим фільмом у кінематографі, зосередженим на походженні Темного лицаря, натхнення та посилання на комікс «Рік перший» збільшувалися. Порівнюючи «Маску Фантазму» з «Бетмен: Початок», він зазначив, що «…Фантазм був сюжетом про Бетмена з елементами „Року першого“, в той час як „Бетмен: Початок“ був сюжетом „Рік перший“ з новими елементами».

### Анімаційна екранізація
У 2011 році вийшла анімаційна адаптація коміксу. Вона була зпродюсована Брюсом Тіммом та зрежисована Лореном Монтґомері й Семом Лю. Бенджамін Маккензі подарував свій голос Брюс Вейну / Бетмену, Браян Кренстон озвучив Джеймса Ґордона, Елайза Душку озвучила Селіну Кайл / Жінку-кішку, Кеті Сакгофф озвучила Сару Ессен, Ґрей Делайлі озвучила Барбару Ґордон, Джон Політо озвучив комісара Лоуба, Алекс Рокко озвучив Кармайна «Римлянина» Фальконе та Джефф Беннетт озвучив Альфреда Пенніворта. Випуск мультфільму відбувся на San Diego Comic-Con. Також до анімаційної стрічки наявна короткометражка «Catwoman» (укр. «Жінка-кішка»), яка вийшла у жовтні того ж року.

### ТелесеріалҐотем
Друга половина четвертого сезону (2018 року) телесеріалу на основі Бетмена «Ґотем» натхненна сюжетом коміксу «Бетмен: Рік перший».